# تلنگر (فیلم ۲۰۱۰)
تلنگر (به انگلیسی: Flipped) فیلمی کمدی-درام و عاشقانه محصول سال ۲۰۱۰ و به کارگردانی راب راینر است. فیلم‌نامه این فیلم توسط راینر و اندرو شینمن بر اساس رمانی به همین نام محصول سال ۲۰۰۱ اثر وندلین فن درانن به رشته تحریر درآمده است. در این فیلم بازیگرانی همچون مادلین کارول، کالان مک‌اولیف، ربکا د مورنی، آنتونی ادواردز، جانی ماهونی، پنه‌لوپه آن میلر، آیدان کوئین، مورگن لیلی، کوین وایسمن، کودی هورن، شن هارپر، استفانی اسکات و ایزرائیل بروسارد ایفای نقش کرده‌اند.